# Línea 32 (EMT Madrid)
La línea 32 de la EMT de Madrid une la plaza de Jacinto Benavente con el área intermodal de Pavones, en el distrito de Moratalaz.

## Características
Esta línea fue la tercera radial para el distrito de Moratalaz, complementando los recorridos de las líneas 20 y 30 al atender la parte final de la Avenida de Moratalaz y el entorno de las calles Luis de Hoyos Sainz y Valdebernardo. La antigua línea de microbús M9 (Tirso de Molina-Moratalaz) coincidía en gran parte de la línea con la línea 32, motivo por el que fue suprimida e integrada en la misma.
La línea fue creada en 1965. Antes, había una línea 32 que hacía el recorrido Plaza de España-Cuatro Vientos que fue suprimida en 1963.
Antes de la finalización del área intermodal de Pavones en julio de 2005, la línea acababa su recorrido en la calle Valdebernardo esquina Hacienda de Pavones, punto desde el cual se amplió su recorrido para juntar su cabecera con la de otras líneas que daban servicio al distrito de Moratalaz. En ese momento, la línea cambió la denominación de Moratalaz por Pavones. La línea tiene circuito neutralizado (Jacinto Benavente > Tirso de Molina).

### Frecuencias
| Lunes a viernes laborables |               |
| De 6:00 a 8:00             | 7-13 minutos  |
| De 8:00 a 19:00            | 7-8 minutos   |
| De 19:00 a 23:00           | 7-18 minutos  |
| Sábados laborables         |               |
| De 6:00 a 9:00             | 11-23 minutos |
| De 9:00 a 21:00            | 9-13 minutos  |
| De 21:00 a 23:00           | 10-18 minutos |
| Domingos y festivos        |               |
| De 7:00 a 9:00             | 13-25 minutos |
| De 9:00 a 22:00            | 9-15 minutos  |
| De 22:00 a 23:00           | 14-18 minutos |

## Recorrido y paradas
NOTA: Debido a las obras de ampliación de la línea 11 de Metro, las paradas sombreadas en naranja sustituyen a aquellas sombreadas en rojo.

### Sentido Pavones
La línea inicia su recorrido en la Plaza de Jacinto Benavente. Desde aquí gira por la calle de la Concepción Jerónima e inmediatamente a la izquierda por Conde de Romanones hasta la Plaza de Tirso de Molina.
En la plaza se dirige hacia el este por la calle de la Magdalena hasta incorporarse a la calle de Atocha, por la que baja hasta la Plaza del Emperador Carlos V, en la cual sale por el Paseo de la Infanta Isabel.
Recorre este Paseo y su continuación (Paseo de la Reina Cristina) enteros hasta la Plaza de Mariano de Cavia, donde sigue su recorrido por la Avenida del Mediterráneo hasta la Plaza del Conde de Casal.
En esta plaza gira a la izquierda por la calle del Doctor Esquerdo, por la que circula hasta la intersección con la calle de Los Astros, en el barrio de la Estrella.
A continuación, gira a la derecha para tomar la calle de Los Astros, que se junta con la calle Estrella Polar, por la que sigue su recorrido hasta llegar al puente que franquea la M-30 este para entrar en Moratalaz.
Dentro de Moratalaz, la línea sube por el Camino de Vinateros hasta la intersección con la calle del Arroyo de la Media Legua, donde gira a la derecha para incorporarse a esta, girando poco después a la izquierda por la calle Entrearroyos, que recorre entera hasta la Plaza del Corregidor Sancho de Córdoba, donde toma la calle Arroyo de las Pilillas, que la lleva hasta la Plaza del Encuentro.
Al llegar a la Plaza del Encuentro, sale por la Avenida de Moratalaz, que recorre hasta la Plaza del Corregidor Licenciado A. Mena, donde gira a la derecha por la calle Pico de Artilleros, que recorre hasta llegar la intersección con la calle Luis de Hoyos Sainz, por la cual se mete girando a la izquierda.
La línea recorre esta calle hasta la intersección con la calle Valdebernardo, por donde circula a continuación girando a la derecha y recorre esta calle hasta la intersección con la calle Hacienda de Pavones, por la que circula girando a la derecha, y poco después gira de nuevo a la izquierda para entrar en la isla de dársenas del área intermodal de Pavones, donde tiene su cabecera.
| Código | Parada                                | Común con                               | Conexiones con Metro y Cercanías | Otros |
| ------ | ------------------------------------- | --------------------------------------- | -------------------------------- | ----- |
| 1918   | BENAVENTE (dársenas)                  | 6 26 65                                 |                                  |       |
| 1919   | Tirso de Molina                       | 6 26 M1                                 | Tirso de Molina                  |       |
| 1921   | Antón Martín                          | 6 26                                    | Antón Martín                     |       |
| 1922   | Desamparados                          | 6 26                                    |                                  |       |
| 1924   | Prado-Atocha                          | 6 26                                    | Estación del Arte                |       |
| 1401   | Estación de Atocha                    | 10 14 26 37 C2                          | Atocha                           |       |
| 2046   | Basílica de Atocha                    | 10 14 26 C2 VAC-246                     |                                  |       |
| 1402   | Basílica de Atocha                    | 10 14 24 26 37 54 57 C2 102 141 VAC-246 |                                  |       |
| 2048   | Reina Cristina                        | 10 14 26 C2                             |                                  |       |
| 2130   | Mariano de Cavia                      | 14 63                                   |                                  |       |
| 2128   | Mediterráneo                          | 14 63                                   |                                  |       |
| 2126   | Av. Mediterráneo-Conde de Casal       | 14 63                                   |                                  |       |
| 1434   | Metro Conde de Casal                  | 56 143 156                              | Conde de Casal                   |       |
| 822    | Astros                                | 20 30                                   |                                  |       |
| 824    | Estrella                              | 20 30                                   |                                  |       |
| 826    | Vinateros-Centro Comercial            | 20 30                                   | Estrella                         |       |
| 4977   | Corregidor Diego Valderrábano         | 30                                      |                                  |       |
| 1260   | Vinateros-Media Legua                 | 30                                      |                                  |       |
| 1262   | Media Legua                           | 30 113                                  |                                  |       |
| 1264   | Entrearroyos                          | 30                                      |                                  |       |
| 1266   | Corregidor Sancho de Córdoba          | 30                                      |                                  |       |
| 2280   | Plaza del Encuentro                   |                                         |                                  |       |
| 2282   | Avenida Moratalaz-Vinateros           |                                         |                                  |       |
| 2286   | Colegio Senara                        |                                         |                                  |       |
| 1273   | Corregidor Antonio Mena               | 30                                      |                                  |       |
| 4640   | Pico Artilleros                       | 30                                      |                                  |       |
| 3560   | Pico Artilleros-Luis de Hoyos         |                                         |                                  |       |
| 2288   | Luis de Hoyos                         |                                         |                                  |       |
| 2290   | Luis de Hoyos-Fuente Carrantona       |                                         |                                  |       |
| 2292   | Valdebernardo-Luis de Hoyos           |                                         |                                  |       |
| 2294   | Valdebernardo-Pavones                 |                                         |                                  |       |
| 2731   | Centro de Especialidades de Moratalaz | 20 30 71                                |                                  |       |
| 3042   | PAVONES (Intercambiador)              |                                         | Pavones                          |       |

### Sentido Jacinto Benavente
El recorrido de la línea es igual al de la ida pero en sentido contrario excepto en dos puntos:
- En lugar de circular por Los Astros y Doctor Esquerdo, la línea circula por las calles Estrella Polar y Cruz del Sur.
- Llegando a la cabecera, entra a la Plaza de Jacinto Benavente directamente por la calle Atocha en vez de pasar por Tirso de Molina.

| Código | Parada                                | Común con                       | Conexiones con Metro y Cercanías | Otros |
| ------ | ------------------------------------- | ------------------------------- | -------------------------------- | ----- |
| 3042   | PAVONES (Intercambiador)              |                                 | Pavones                          |       |
| 2730   | Centro de Especialidades de Moratalaz | 20 30 71                        |                                  |       |
| 3197   | Valdebernardo-Pavones                 |                                 |                                  |       |
| 2293   | Valdebernardo-Luis de Hoyos           |                                 |                                  |       |
| 2291   | Luis de Hoyos-Fuente Carrantona       |                                 |                                  |       |
| 2289   | Luis de Hoyos                         |                                 |                                  |       |
| 1271   | Pico Artilleros-Luis de Hoyos         | 30                              |                                  |       |
| 4641   | Pico Artilleros                       | 30                              |                                  |       |
| 1272   | Pico Artilleros-García Tapia          | 30                              |                                  |       |
| 2284   | Corregidor Antonio Mena               |                                 |                                  |       |
| 2287   | Colegio Senara                        |                                 |                                  |       |
| 2283   | Avenida Moratalaz-Vinateros           |                                 |                                  |       |
| 2281   | Plaza del Encuentro                   |                                 |                                  |       |
| 1267   | Corregidor Sancho de Córdoba          | 30                              |                                  |       |
| 1265   | Entrearroyos                          | 30                              |                                  |       |
| 1263   | Media Legua                           | 30 113                          |                                  |       |
| 1261   | Vinateros-Media Legua                 | 30                              |                                  |       |
| 827    | Vinateros-Calle 30                    | 20 30                           | Estrella                         |       |
| 825    | Estrella                              | 20 30                           |                                  |       |
| 2279   | Estrella Polar                        |                                 |                                  |       |
| 2278   | Cruz del Sur                          |                                 |                                  |       |
| 2125   | Av. Mediterráneo-Conde de Casal       | 14 63 351 352 353               | Conde de Casal                   |       |
| 2127   | Mediterráneo                          | 14 63                           |                                  |       |
| 2129   | Mariano de Cavia                      | 14                              |                                  |       |
| 2049   | Reina Cristina                        | 10 14 26 C1                     |                                  |       |
| 2047   | Basílica de Atocha                    | 10 14 26 C1 VAC-246             |                                  |       |
| 1405   | Metro Menéndez Pelayo                 | 10 14 24 26 37 54 57 C1         | Menéndez Pelayo                  |       |
| 1403   | Basílica de Atocha                    | 10 14 24 26 37 54 57 C1 VAC-246 |                                  |       |
| 2045   | Estación de Atocha                    | 10 14 26 C1                     | Atocha                           |       |
| 2044   | Ministerio de Agricultura             | 26 37                           |                                  |       |
| 1925   | Prado-Atocha                          | 6 26                            | Estación del Arte                |       |
| 1923   | Desamparados                          | 6 26                            |                                  |       |
| 1920   | Antón Martín                          | 6 26                            | Antón Martín                     |       |
| 1918   | BENAVENTE (dársenas)                  | 6 26 65                         |                                  |       |

## Galería de imágenes

Mapa de la Plaza de Jacinto Benavente, que es una de las cabeceras de la línea, con los recorridos de los autobuses de la EMT que pasan por ella.
Mapa zonal de la estación de metro de Pavones con los recorridos de las líneas de autobuses, entre las que aparece el 32.